# Phyllachora entadae
Phyllachora entadae är en svampart som beskrevs av Racib. ex Theiss. & Syd. 1915. Phyllachora entadae ingår i släktet Phyllachora och familjen Phyllachoraceae.   Inga underarter finns listade i Catalogue of Life.